# دروازه‌های اسکلدال
دروازه‌های اسکلدال (انگلیسی: Gates of Skeldal) یک بازی ویدئویی نقش‌آفرینی تک‌نفره برای سکو‌های داس، ویندوز، آی‌اواس و اندروید می‌باشد که توسط ناپولین گیمز توسعه و جی‌آرسی اینتراکتیو نشر پیدا کرده است.
این بازی هیچگاه به صورت رسمی به زبان انگلیسی دوبله نشد اما چند طرفدار آن را ترجمه کردند.